# Amstel Gold Race
Amstel Gold Race – jeden z największych klasycznych (jednodniowych) kolarskich wyścigów świata, organizowany od 1966 corocznie w kwietniu, w holenderskiej części Limburgii.
Pierwszy Amstel Gold Race przeprowadzono w 1966 na 302-kilometrowej trasie z Bredy do Meerssen, a zwycięzcą został Francuz Jean Stablinski (z czasem prawie ośmiu godzin). Już od pierwszej edycji Amstel Gold Race stał się konkurencyjną imprezą dla wyścigu Paryż-Bruksela. 
Największą liczbę zwycięstw w wyścigu odniósł Holender Jan Raas – na najwyższym stopniu podium stawał aż 5 razy (1977, 1978, 1979, 1980, 1982), zaś w 1976 i 1983 również plasował się w pierwszej trójce.
W 2005, decyzją UCI Amstel Gold Race został włączony do prestiżowego cyklu ProTour.

## Lista zwycięzców
Opracowano na podstawie:
| Rok  | Pierwsze             | Drugie                   | Trzecie               |          |
| ---- | -------------------- | ------------------------ | --------------------- | -------- |
| 1966 | Jean Stablinski      | Bernard Van De Kerckhove | Jan Hugens            |          |
| 1967 | Arie den Hartog      | Cees Lute                | Harry Steevens        |          |
| 1968 | Harry Steevens       | Roger Rosiers            | Daniel Van Ryckeghem  |          |
| 1969 | Guido Reybrouck      | Jos Huysmans             | Eddy Merckx           |          |
| 1970 | Georges Pintens      | Willy Van Neste          | André Dierickx        |          |
| 1971 | Frans Verbeeck       | Gerben Karstens          | Roger Rosiers         |          |
| 1972 | Walter Planckaert    | Willy De Geest           | Joop Zoetemelk        |          |
| 1973 | Eddy Merckx          | Frans Verbeeck           | Herman Van Springel   |          |
| 1974 | Gerrie Knetemann     | Walter Planckaert        | Walter Godefroot      |          |
| 1975 | Eddy Merckx          | Freddy Maertens          | Joseph Bruyère        |          |
| 1976 | Freddy Maertens      | Jan Raas                 | Luc Leman             |          |
| 1977 | Jan Raas             | Gerrie Knetemann         | Hennie Kuiper         |          |
| 1978 | Jan Raas             | Francesco Moser          | Joop Zoetemelk        |          |
| 1979 | Jan Raas             | Henk Lubberding          | Sven-Åke Nilsson      |          |
| 1980 | Jan Raas             | Alfons De Wolf           | Sean Kelly            |          |
| 1981 | Bernard Hinault      | Roger De Vlaeminck       | Alfons De Wolf        |          |
| 1982 | Jan Raas             | Stephen Roche            | Gregor Braun          |          |
| 1983 | Phil Anderson        | Jan Bogaert              | Jan Raas              |          |
| 1984 | Jacques Hanegraaf    | Kim Andersen             | Patrick Versluys      |          |
| 1985 | Gerrie Knetemann     | Jozef Lieckens           | Johnny Broers         |          |
| 1986 | Steven Rooks         | Joop Zoetemelk           | Ronny Van Holen       |          |
| 1987 | Joop Zoetemelk       | Steven Rooks             | Malcolm Elliott       |          |
| 1988 | Jelle Nijdam         | Steven Rooks             | Claude Criquielion    |          |
| 1989 | Eric Van Lancker     | Claude Criquielion       | Steve Bauer           |          |
| 1990 | Adrie van der Poel   | Luc Roosen               | Jelle Nijdam          |          |
| 1991 | Frans Maassen        | Maurizio Fondriest       | Dirk De Wolf          |          |
| 1992 | Olaf Ludwig          | Johan Museeuw            | Dmitrij Konyszew      |          |
| 1993 | Rolf Järmann         | Gianni Bugno             | Jens Heppner          |          |
| 1994 | Johan Museeuw        | Bruno Cenghialta         | Marco Saligari        |          |
| 1995 | Mauro Gianetti       | Davide Cassani           | Beat Zberg            |          |
| 1996 | Stefano Zanini       | Mauro Bettin             | Johan Museeuw         |          |
| 1997 | Bjarne Riis          | Andrea Tafi              | Beat Zberg            |          |
| 1998 | Rolf Järmann         | Maarten den Bakker       | Michele Bartoli       |          |
| 1999 | Michael Boogerd      | Lance Armstrong          | Gabriele Missaglia    |          |
| 2000 | Erik Zabel           | Michael Boogerd          | Markus Zberg          |          |
| 2001 | Erik Dekker          | Lance Armstrong          | Serge Baguet          |          |
| 2002 | Michele Bartoli      | Siergiej Iwanow          | Michael Boogerd       |          |
| 2003 | Aleksandr Winokurow  | Michael Boogerd          | Danilo Di Luca        |          |
| 2004 | Davide Rebellin      | Michael Boogerd          | Paolo Bettini         |          |
| 2005 | Danilo Di Luca       | Michael Boogerd          | Mirko Celestino       |          |
| 2006 | Fränk Schleck        | Steffen Wesemann         | Michael Boogerd       |          |
| 2007 | Stefan Schumacher    | Davide Rebellin          | Danilo Di Luca        |          |
| 2008 | Damiano Cunego       | Fränk Schleck            | Alejandro Valverde    |          |
| 2009 | Siergiej Iwanow      | Karsten Kroon            | Robert Gesink         |          |
| 2010 | Philippe Gilbert     | Ryder Hesjedal           | Enrico Gasparotto     |          |
| 2011 | Philippe Gilbert     | Joaquim Rodríguez        | Simon Gerrans         |          |
| 2012 | Enrico Gasparotto    | Jelle Vanendert          | Peter Sagan           |          |
| 2013 | Roman Kreuziger      | Alejandro Valverde       | Simon Gerrans         |          |
| 2014 | Philippe Gilbert     | Jelle Vanendert          | Simon Gerrans         |          |
| 2015 | Michał Kwiatkowski   | Alejandro Valverde       | Michael Matthews      |          |
| 2016 | Enrico Gasparotto    | Michael Valgren          | Sonny Colbrelli       |          |
| 2017 | Philippe Gilbert     | Michał Kwiatkowski       | Michael Albasini      |          |
| 2018 | Michael Valgren      | Roman Kreuziger          | Enrico Gasparotto     |          |
| 2019 | Mathieu van der Poel | Simon Clarke             | Jakob Fuglsang        |          |
| 2020 | odwołany             | odwołany                 | odwołany              | odwołany |
| 2021 | Wout van Aert        | Thomas Pidcock           | Maximilian Schachmann |          |
| 2022 | Michał Kwiatkowski   | Benoît Cosnefroy         | Tiesj Benoot          |          |
| 2023 | Tadej Pogačar        | Ben Healy                | Thomas Pidcock        |          |
| 2024 | Thomas Pidcock       | Marc Hirschi             | Tiesj Benoot          |          |

## Lista zwyciężczyń
Opracowano na podstawie:
| Rok  | Pierwsze             | Drugie               | Trzecie                                   |          |
| ---- | -------------------- | -------------------- | ----------------------------------------- | -------- |
| 2001 | Debby Mansveld       | Mirjam Melchers      | Leontien van Moorsel                      |          |
| 2002 | Leontien van Moorsel | Mirjam Melchers      | Katherine Bates                           |          |
| 2003 | Nicole Cooke         | Olivia Gollan        | Edita Pučinskaitė                         |          |
| 2017 | Anna van der Breggen | Lizzie Deignan       | Annemiek van Vleuten Katarzyna Niewiadoma |          |
| 2018 | Chantal Blaak        | Lucinda Brand        | Amanda Spratt                             |          |
| 2019 | Katarzyna Niewiadoma | Annemiek van Vleuten | Marianne Vos                              |          |
| 2020 | odwołany             | odwołany             | odwołany                                  | odwołany |
| 2021 | Marianne Vos         | Demi Vollering       | Annemiek van Vleuten                      |          |
| 2022 | Marta Cavalli        | Demi Vollering       | Liane Lippert                             |          |
| 2023 | Demi Vollering       | Lotte Kopecky        | Shirin van Anrooij                        |          |
| 2024 | Marianne Vos         | Lorena Wiebes        | Ingvild Gåskjenn                          |          |
| 2025 |                      |                      |                                           |          |

## Osiągnięcia Polaków
Mężczyźni
Kobiety